# Acidiella kagoshimensis
Acidiella kagoshimensis
 es una especie de insecto del género Acidiella de la familia Tephritidae del orden Diptera.
Miyake la describió científicamente por primera vez en el año 1919.